# ヘンリー・イェルヴァートン (第3代サセックス伯爵)
第3代サセックス伯爵ヘンリー・イェルヴァートン（英語: Henry Yelverton, 3rd Earl of Sussex、1728年7月7日 – 1799年4月22日）は、グレートブリテン王国の貴族。

## 生涯
初代サセックス伯爵タルボット・イェルヴァートンとルーシー・ペラム（Lucy Pelham、1695年頃 – 1730年5月25日、ヘンリー・ペラムの娘）の次男として、1728年7月7日に生まれた。1745年12月11日、オックスフォード大学ハートフォード・カレッジに入学した。
1752年にコルネットとして第7女王所有竜騎兵連隊に入隊、1755年に中尉に昇進した後、1756年に第31歩兵連隊の大尉に転じ、1759年に除隊した。また、1758年1月8日に兄ジョージ・オーガスタスが死去すると、サセックス伯爵の爵位を継承した。
1760年9月22日のジョージ3世戴冠式では金拍車を持つ役割を果たした。
1763年から1784年までノーサンプトンシャー民兵隊隊長を務め、1779年には陸軍大佐に復帰した。
1799年4月22日に自宅で死去、息子が夭折したためサセックス伯爵、ロングヴィル子爵、イーストン・モーディットの準男爵の爵位は断絶したが、ルシンのグレイ男爵の爵位は娘バーバラの息子ヘンリー・エドワードが継承した。

## 家族
1757年1月17日、ヘスター・ホール（Hester Hall、1777年1月11日没、ジョン・ホールの娘）と結婚、1男1女をもうけた。
- タルボット（1757年） - 夭折
- バーバラ（1760年6月19日 – 1781年4月8日） - 1775年10月、エドワード・ソロトン・グールド（Edward Thoroton Gould、1830年2月15日没）と結婚、1男2女をもうけた。息子ヘンリー・エドワード（英語版）は後にルシンのグレイ男爵（英語版）を継承した

1778年1月29日、メアリー・ヴォーン（Mary Vaughan、1796年7月9日没、ジョン・ヴォーンの娘）と再婚した。